# Raión de Demídov
El raión de Demídov (ruso: Деми́довский райо́н) es un distrito administrativo y municipal (raión) ruso perteneciente a la óblast de Smolensk. Se ubica en el noroeste de la óblast. Su capital es Demídov.
En 2021, el raión tenía una población de 10 967 habitantes.
El raión limita al noreste con la óblast de Tver.

## Subdivisiones
Comprende la ciudad de Demídov (la capital), el asentamiento de tipo urbano de Przheválskoye y los asentamientos rurales de Borki (con capital en Zheruny), Zaborie, Stari Dvor y Titovshchina. Estas seis entidades locales suman un total de 233 localidades.